# 앙헬 로드리게스
앙헬 루이스 로드리게스 디아스(스페인어: Ángel Luis Rodríguez Díaz, 1987년 4월 26일 ~ )는 흔히 앙헬(Ángel)이라는 이름으로도 불리는 스페인의 축구 선수로, 현재 RCD 마요르카에서 활약하고 있다. 포지션은 공격수이다.